# 이재용 (축구 선수)
이재용(2002년 9월 20일 ~ )는 대한민국의 축구 선수로, 포지션은 윙어이다. 현재 K리그2 FC 안양 소속이다.

## 유소년 생활
유소년시절 유소년팀을 굉장히 많이 옮겼었다.